# 곽성환
곽성환(1992년 3월 29일 ~ )은 대한민국의 축구 선수이며, 포지션은 공격수이다.